# Siegfried Kracauer
Siegfried Kracauer (Fráncfort del Meno, 8 de febrero de 1889-Nueva York, 26 de noviembre de 1966) fue un escritor, periodista y teorizador sociológico del cine alemán, que se vio obligado a exiliarse en 1933. Acabó en Nueva York, y se le asocia con la teoría crítica de la Escuela de Fráncfort.

## Trayectoria
Nació, en 1889, de una familia alemana de raíces judías asentada en Fráncfort del Meno. Kracauer estudió arquitectura (1907-1913), se doctoró como ingeniero en 1914 y trabajó como arquitecto en Osnabrück, Múnich, y Berlín hasta 1920.  
En los años cercanos a la guerra se hizo amigo del joven Theodor W. Adorno, del cual fue mentor en filosofía.
De 1922 a 1933 hizo crítica de cine y literatura para el Frankfurter Zeitung. Fue corresponsal en Berlín, donde trabajó al lado de Walter Benjamin y de Ernst Bloch, entre otros. Entre 1923 y 1925, escribió un ensayo original sobre la vida contemporánea: Der Detektiv-Roman (La novela detectivesca).
Kracauer analizó a continuación problemas sobre la fotografía, el cine y la danza de su tiempo, que reunió en 1963 bajo el título Ornament der Masse (El ornamento de la masa).
En 1930,  publicó Die Angestellten (Los asalariados), que era una visión crítica acerca de la vida y la cultura de las nuevas clases de empleados. En una reseña de esas fechas al Die Angestellten, Benjamin alabó lo concreto de los análisis de Kracauer.
Por entonces, Kracauer incrementó su  crítica al capitalismo (había leído obras de Karl Marx) y rompió con el Frankfurter Zeitung.  En 1930 se casó con Lili Ehrenreich. Fue muy crítico con el estalinismo y el «totalitarismo terrorista» del gobierno soviético.
Tras el ascenso de los nazis en Alemania, en 1933, Kracauer emigró a París, y luego, en 1941, emigró a los Estados Unidos. Entre 1941-1943 trabajó en el Museum of Modern Art de Nueva York, apoyado por la Guggenheim y la Rockefeller, para hacer una obra, que sería capital sobre el cine germano: De Caligari a Hitler. Una historia psicológica del cine alemán (1947).
En 1960, escribió Theory of Film: The Redemption of Physical Reality. En los últimos años trabajó como sociólogo, en la Columbia University. Falleció en 1966. Apareció póstumamente History, the Last Things Before the Last (Nueva York, Oxford University Press, 1969).

## Obra de Kracauer
- Kracauer, Siegfried (1947). From Caligari to Hitler: A Psychological History of the German Film. Trad. cast.: De Caligari a Hitler. Una historia psicológica del cine alemán, Paidós, 1985.
- Kracauer, Siegfried (1960). Theory of Film: The Redemption of Physical Reality.
- Kracauer, Siegfried; Paul Oskar Kristeller (1969). History: The Last Things Before the Last.
- Kracauer, Siegfried (1971). Der Detektiv-Roman - Ein philosophischer Traktat.
- Kracauer, Siegfried; Thomas Y. Levin (1995). The Mass Ornament: Weimar Essays.
- Kracauer, Siegfried; Quintin Hoare (1998). The Salaried Masses: Duty and Distraction in Weimar Germany.
- Kracauer, Siegfried; Gwenda David & Eric Moshbacher (2002). Jacques Offenbach and the Paris of His Time.
- Kracauer, Siegfried; Johannes von Moltke (2012). Siegfried Kracauer's American Writings: Essays on Film and Popular Culture.